# Drážkování

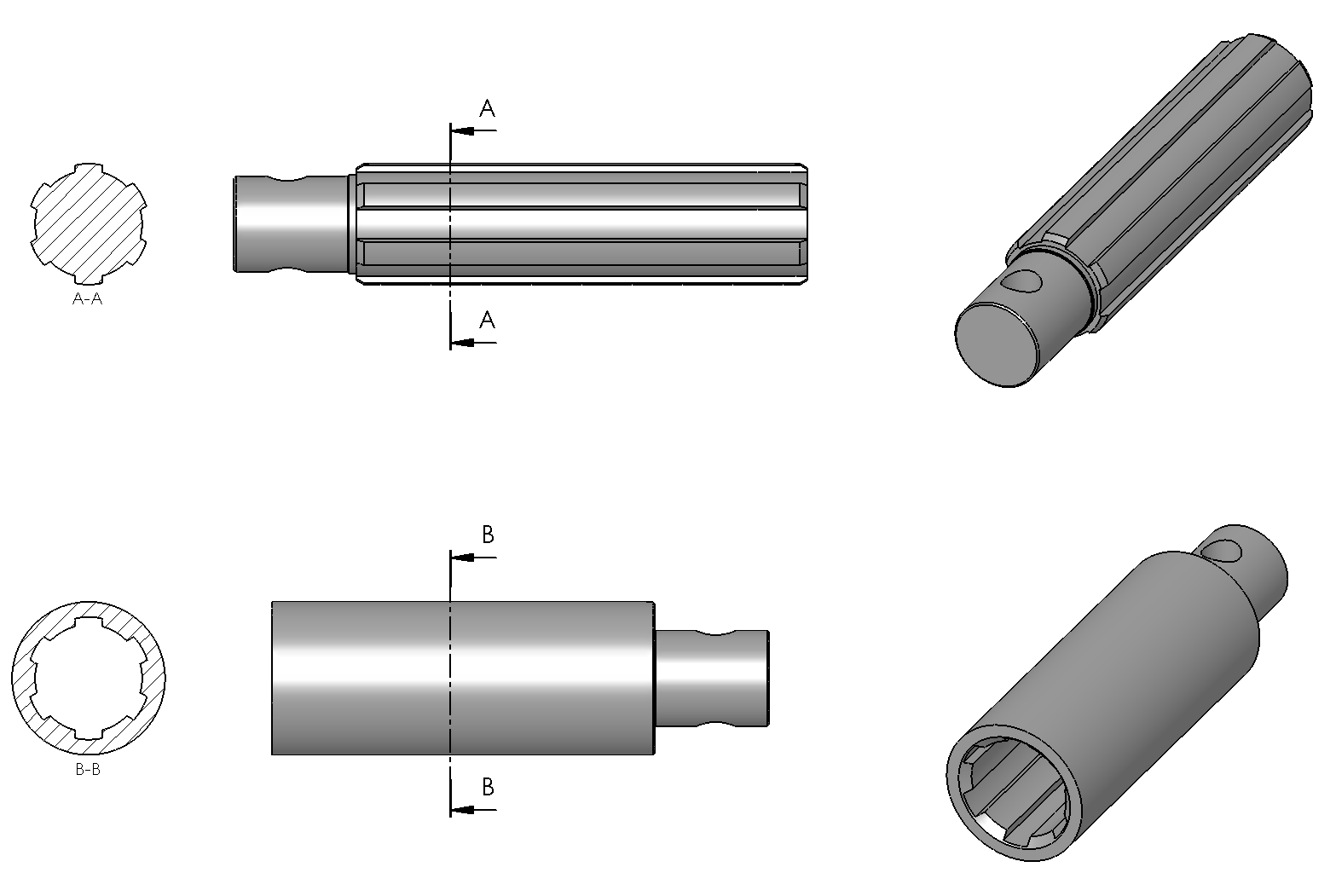
Hřídele s vnějším a vnitřním drážkováním

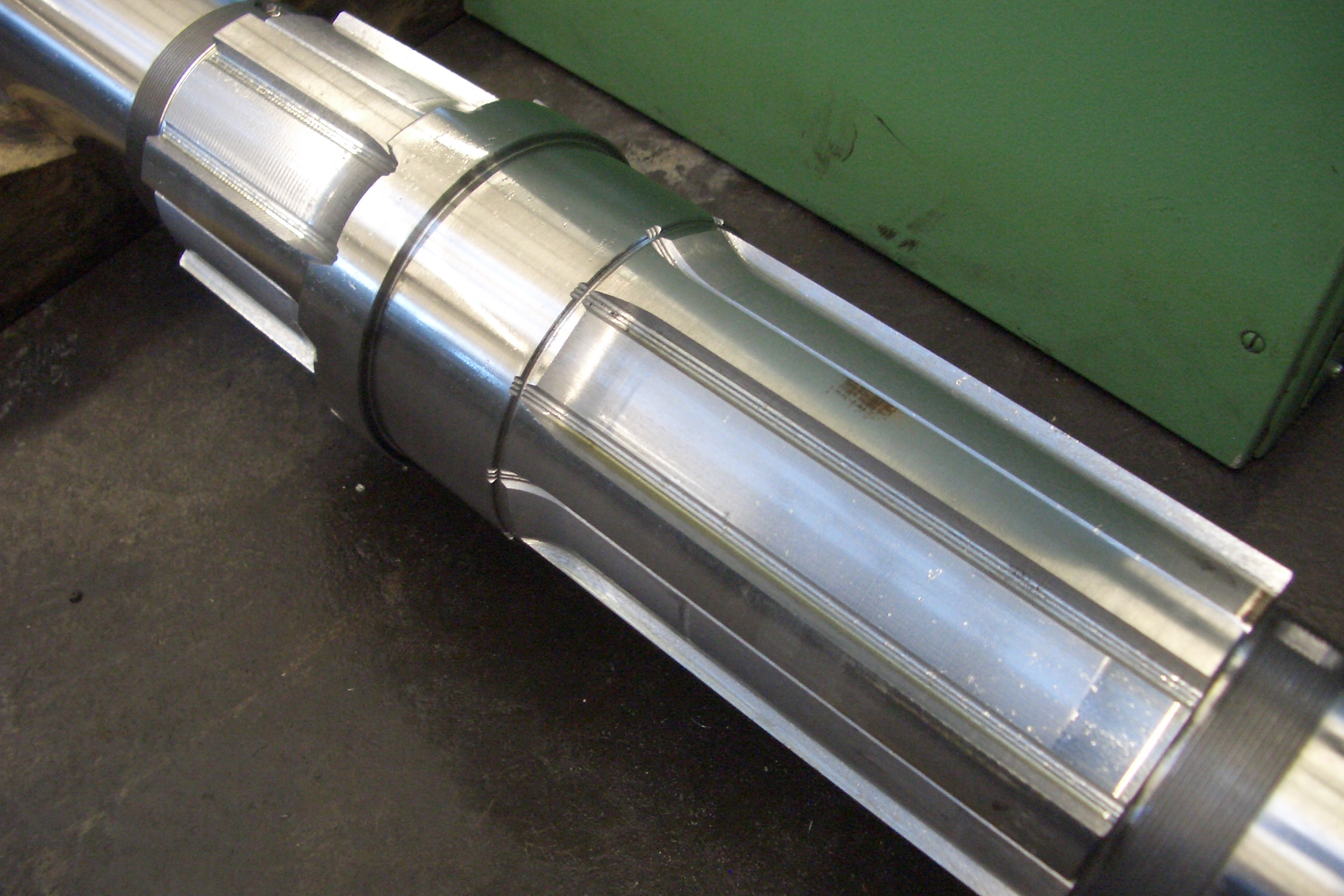
Hřídel s evolventním drážkovánim

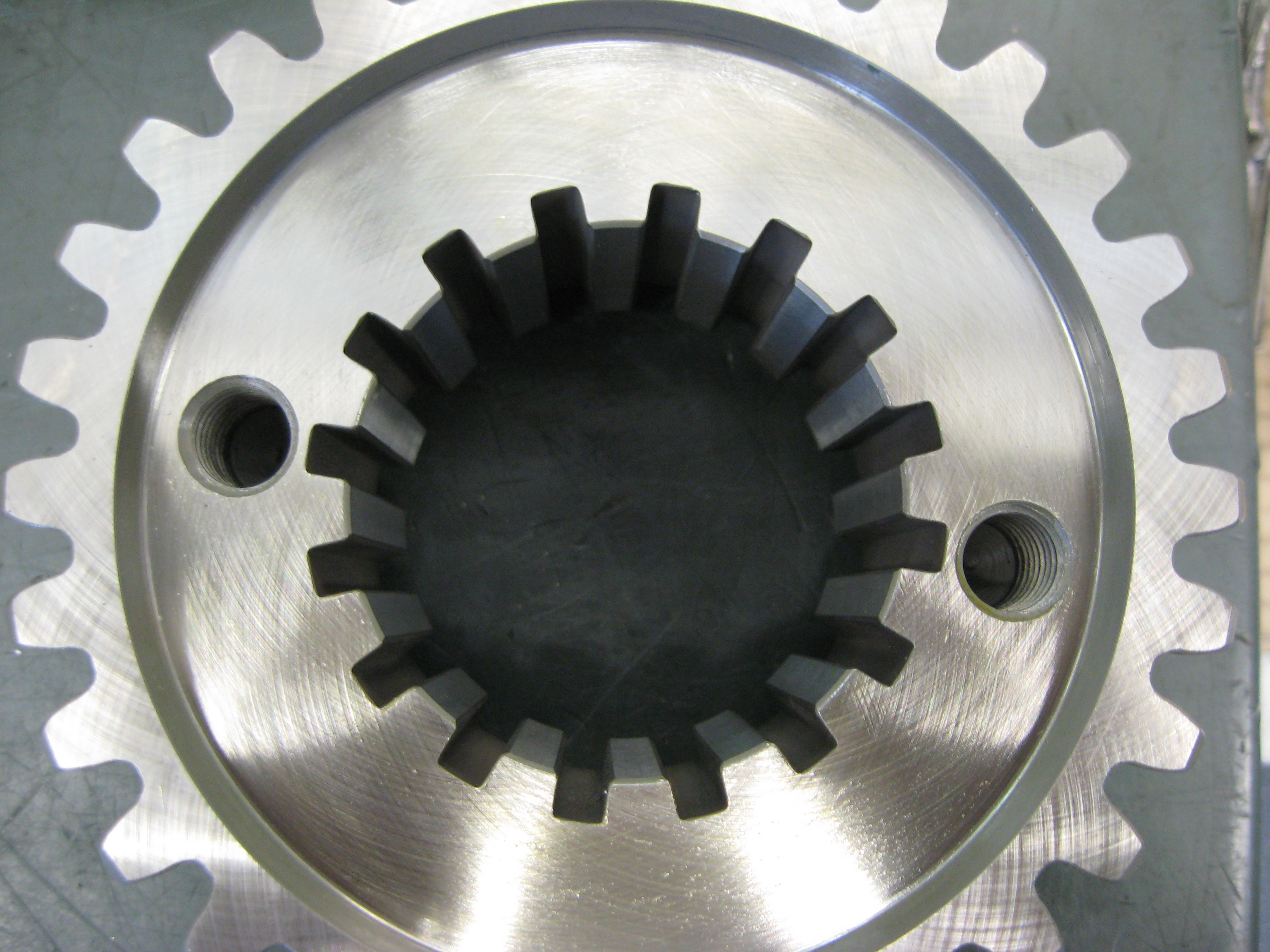
Ozubené kolo s vnitřním drážkovánim

Drážkování se používá pro získání pevného, rozebíratelného nebo osově posuvného spojení náboje a hřídele. Spoj je vytvořen pomocí drážek, vyfrézovaných na hřídeli, a drážek v náboji, vyrobených na svislé obrážečce nebo na protahovačce. Drážky do sebe zapadají a musí spolu lícovat.
Drážkovaný spoj slouží k přenosu kroutícího momentu a může být posuvný (tedy rozebiratelný), nebo pevný. Tento spoj je výrobně drahý oproti jiným rozebíratelným spojům (např. pomocí pera). Drážkování se volí pouze tehdy, pokud je nutné přenášet vysoký kroutící moment, musí vydržet dynamické namáhání, popřípadě z funkčních důvodu (např. přesouvání ozubených kol v převodovce).
Ve strojírenství se používají tři typy drážkování.

## Rovnoboké drážkování
Rovnoboké drážkování je nejčastěji používaný spoj. Používá se v případech, kdy pevnostně nestačí spoj jedním nebo dvěma pery. Tvar drážek nedovoluje přenos velkého kroutícího momentu ani rázové namáhání. Tento spoj není vhodný pro přesouvání kol v záběru.
Spojení musí zajistit také vystředění náboje na hřídeli:
- středění náboje na vnějším průměru se používá u nábojů, které se nemusí kalit
- středění náboje na vnitřním průměru se volí v případě tepelného zpracování náboje, po kterém následuje broušení vnitřního průměru drážkování náboje

## Evolventní drážkování
Evolventní drážkování se používá pro přenos velkého kroutícího momentu, nebo v případě dynamického namáhání. Obvykle se používá v převodovkách, kde se přesouvají ozubená kola při současném zatížení.
Bok zubu je zakřivený dle evolventy s úhlem záběru 30°. Jelikož je bok zubu zakřivený podobně jako u ozubených kol, je možné evolventní drážkování obrábět na odvalovacích frézkách a po té brousit boky na bruskách na ozubení.
- středění na bocích zubů, oblá dna drážek: u tohoto drážkovaného spojení je nejmenší vrubový účinek, volí se pro velké namáhání; není vhodné pro přesouvatelná kola
- středění na vnějším průměru, plochá dna drážek: vhodné pro přesouvatelná kola (např. v převodovkách)

## Jemné drážkování
Jemné drážkování se používá pro nepohyblivá spojení hřídelí nebo torzních tyčí s výkyvnými rameny. Často nahrazuje klínový spoj, protože dovoluje páku (náboj) nasadit na hřídel v různě pootočené poloze. Používá se například u jízdních kol, zemědělských strojů aj.
Boky drážek svírají úhel 60°, u velkých průměrů (od 65 mm výše) boky lichoběžníkovitých drážek svírají úhel 27,5°.